# Rosacea cymbiformis
Rosacea cymbiformis is een hydroïdpoliep uit de familie Prayidae. De poliep komt uit het geslacht Rosacea. Rosacea cymbiformis werd in 1830 voor het eerst wetenschappelijk beschreven door delle Chiaje. 